# Вудворт (Луїзіана)
Вудворт (англ. Woodworth) — місто (англ. town) в США, в окрузі Рапід штату Луїзіана. Населення — 1762 особи (2020).

## Географія
Вудворт розташований за координатами 31°10′26″ пн. ш. 92°31′14″ зх. д. / 31.17389° пн. ш. 92.52056° зх. д. (31.173893, -92.520418).  За даними Бюро перепису населення США в 2010 році місто мало площу 22,21 км², з яких 22,19 км² — суходіл та 0,01 км² — водойми.

### Клімат
| Клімат : Вудворт      | Клімат : Вудворт | Клімат : Вудворт | Клімат : Вудворт | Клімат : Вудворт | Клімат : Вудворт | Клімат : Вудворт | Клімат : Вудворт | Клімат : Вудворт | Клімат : Вудворт | Клімат : Вудворт | Клімат : Вудворт | Клімат : Вудворт | Клімат : Вудворт |
| Показник              | Січ.             | Лют.             | Бер.             | Квіт.            | Трав.            | Черв.            | Лип.             | Серп.            | Вер.             | Жовт.            | Лист.            | Груд.            | Рік              |
| Середній максимум, °C | 14,4             | 17,2             | 21,7             | 25,6             | 28,9             | 32,2             | 33,9             | 33,9             | 31,1             | 26,1             | 20,6             | 16,1             | 25,0             |
| Середній мінімум, °C  | 2,8              | 4,4              | 8,9              | 12,2             | 16,7             | 20,6             | 21,7             | 21,1             | 18,3             | 12,2             | 7,2              | 3,3              | 12,2             |
| Норма опадів, мм      | 155              | 130              | 130              | 130              | 132              | 127              | 132              | 104              | 104              | 102              | 160              | 165              | 1567             |
| --------------------- | ---------------- | ---------------- | ---------------- | ---------------- | ---------------- | ---------------- | ---------------- | ---------------- | ---------------- | ---------------- | ---------------- | ---------------- | ---------------- |
| Джерело: Weatherbase  |                  |                  |                  |                  |                  |                  |                  |                  |                  |                  |                  |                  |                  |

## Демографія
Згідно з переписом 2010 року, у місті мешкало 1096 осіб у 459 домогосподарствах у складі 321 родини. Густота населення становила 49 осіб/км².  Було 499 помешкань (22/км²).
Расовий склад населення:
| - 90,0 % — білих - 7,5 % — чорних або афроамериканців - 0,8 % — азіатів - 0,7 % — корінних американців |

До двох чи більше рас належало 1,0 %. Частка іспаномовних становила 1,7 % від усіх жителів.
За віковим діапазоном населення розподілялося таким чином: 22,8 % — особи молодші 18 років, 65,1 % — особи у віці 18—64 років, 12,1 % — особи у віці 65 років та старші. Медіана віку мешканця становила 41,7 року. На 100 осіб жіночої статі у місті припадало 88,6 чоловіків;  на 100 жінок у віці від 18 років та старших — 86,8 чоловіків також старших 18 років.
Середній дохід на одне домашнє господарство  становив 84 083 долари США (медіана — 61 000), а середній дохід на одну сім'ю — 105 430 доларів (медіана — 75 688). Медіана доходів становила 68 750 доларів для чоловіків та 37 277 доларів для жінок. За межею бідності перебувало 4,7 % осіб, у тому числі 1,1 % дітей у віці до 18 років та 8,6 % осіб у віці 65 років та старших.
Цивільне працевлаштоване населення становило 586 осіб. Основні галузі зайнятості: освіта, охорона здоров'я та соціальна допомога — 25,3 %, роздрібна торгівля — 22,5 %, будівництво — 8,2 %, фінанси, страхування та нерухомість — 8,0 %.